# Дъбът на Пенчо (награда)
Дъбът на Пенчо се дава за цялостно творчество или за отделни книги, които са принос в модерната българска литература и в изследването ѝ.
Създадена е през 2007 г. от професора по славянски литератури и автор на една от меродавните истории на модерната българска литература Светлозар Игов. Той е и едноличното жури, което определя поредните носители на екстравагантната награда.
Наградата е в размер на 0 лв. и включва грамота и овации от колеги на мястото, възпято от Пенчо Славейков в „Псалом на поета“ в софийския квартал „Лозенец“, до изсъхналия ствол на дъба, под който той обичал да стои, съзерцавайки София в краката си.
Наградата се връчва на 28 май – в деня на годишнината от смъртта на големия български поет Пенчо Славейков.

## Носители на наградата
- 2007. Златомир Златанов за цялостното му творчество
- 2008. Антония Велкова-Гайдаржиева за монографията „Васил Пундев и българската литература“ и Пламен Дойнов за двутомника „Българската поезия в края на ХХ век“[2]
- 2009. Елена Алексиева за принос в модерната проза (книгите „Читателска група 31“, „Рицарят, дяволът, смъртта“ и „Тя е тук“) и Милен Русков за романите „Джобна енциклопедия на мистериите“ и „Захвърлен в природата“[3]
- 2010. Владимир Сабоурин за монографиите „Произход на испанския пикаресков роман“ и „Свещенотрезвото“ и Катерина Стойкова за стихосбирката „Въздухът около пеперудата“[4]
- 2011. Георги Господинов за есето „Невидимите кризи“ и Палми Ранчев за стихосбирката „Софийската берлинска стена“[5]
- 2012. Миряна Янакиева за монографията „От родния кът до гроба. Пенчо Славейков - „Сън за щастие“ и Борис Минков за монографията „Градът - междинни полета“[6]
- 2013. Пламен Антов за книгата „Тотемът на вълка. Неполитическото“[7]
- 2014. Георги Янев за изследвания за Гео Милев и Христо Карастоянов в романа „Една и съща нощ“[8][9]
- 2015. Младен Влашки за книгата „РоманОлогия ли?“[10]
- 2016. Йордан Славейков за романа „Последна стъпка“[11]
- 2018. Йордан Ефтимов за цялостното му творчество[12][13]
- 2019. Цветанка Еленкова за поетическо творчество и Чавдар Ценов за белетристиката му[14][15]
- 2020. Георги Тенев за цялостното му творчество[16]